# Mirambeau, Charente-Maritime

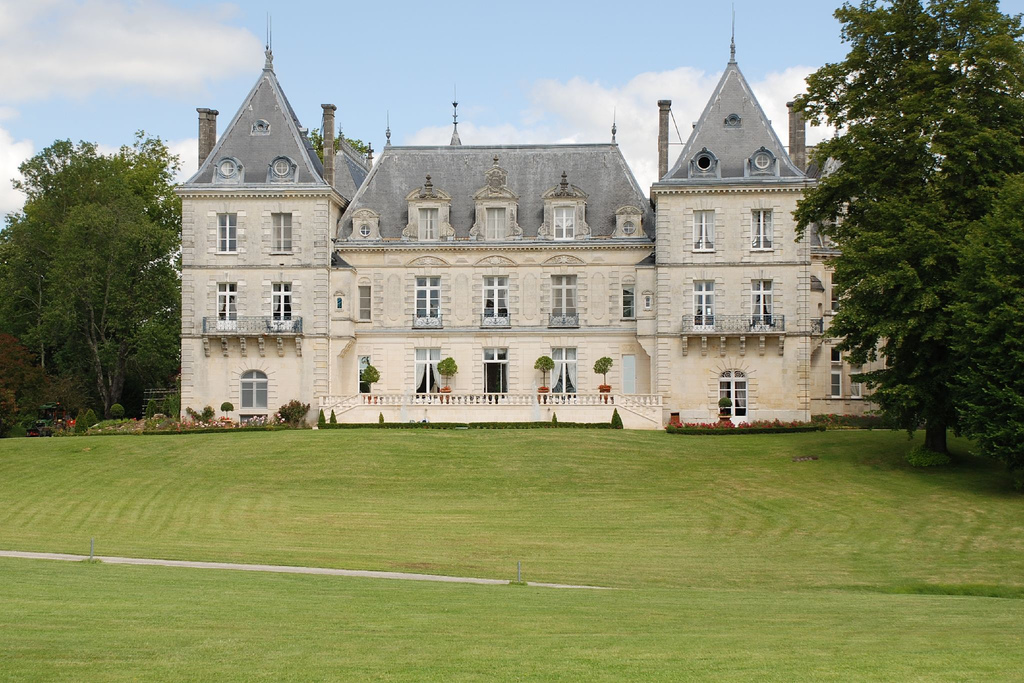
Slottet Mirambeau.

Mirambeau är en kommun i departementet Charente-Maritime i regionen Nouvelle-Aquitaine i västra Frankrike. Kommunen ligger  i kantonen Mirambeau som ligger i arrondissementet Jonzac. År 2022 hade Mirambeau 1 532 invånare.

## Befolkningsutveckling
Antalet invånare i kommunen Mirambeau
Referens:INSEE